# Distolomyces fijianus
Distolomyces fijianus är en svampart som beskrevs av Thaxt. 1931. Distolomyces fijianus ingår i släktet Distolomyces och familjen Laboulbeniaceae.   Inga underarter finns listade i Catalogue of Life.